# Благовещенское кладбище (Яранск)
Благовещенское кла́дбище — историческое городское кладбище в Яранске, Кировская область, Россия. Предшественник известного Вознесенского кладбища. Уничтожено в 1893 году с разбивкой на этом месте городского сада; в настоящее время территория застроена.

## Описание
Кладбище располагалось на восток от Вознесенского монастыря. Исследователь вятской церковной архитектуры П. Н. Сумароков так пишет об этом кладбище:

«На восток от Вознесенского монастыря существовало кладбище, простиравшееся до настоящей Никольской улицы...»

## История
Кладбище первоначально было монастырским и основано одновременно с Яранским Вознесенским монастырём, впервые упоминаемом в 1652 году. На нём хоронили в первую очередь братию монастыря и монастырских вкладчиков. После упразднения обители в 1764 году, кладбище стало первым общегородским. Т. к. соборная деревянная Вознесенская церковь за ветхостью была разобрана, кладбищенским храмом стала каменная тёплая Благовещенская церковь, и кладбище получило название Благовещенского. В 1781 году Вознесенская церковь была воссоздана за городом на кукарском тракте в камне, где было основано новое городское кладбище, получившее название Вознесенского. В 1893 году закрытое старое кладбище было уничтожено и на части его территории согласно плану застройки города был разбит Городской сад. Лет 50 с лишним кладбище ещё обозначалось, были по сторонам рвы и заметны были на этой площади углубления и бугорки от могил. В настоящее время эта территория застроена, и лишь иногда при земляных работах находят колоды-гробы, кости и ряд других предметов. Тут были три кладбища: русское, еврейское и татарское.

## Интересные факты
В середине XIX века расположение необходимого дома на нужной стороне продольных улиц города определялось путём направления движения по улице «по левой/правой стороне улицы, если ехать от нового кладбища к старому» или наоборот.

## Памятники архитектуры
- Благовещенская церковь (1652)

## Адрес
612260 Россия, Яранск, ул. Набережная, 35-б